# Sebaa
Sebaa es un municipio (baladiyah) de la provincia (vilayato) de Adrar en Argelia. En agosto de 2011 tenía una población censada de 2312 habitantes.
Se encuentra ubicado al suroeste del país, en el desierto del Sahara.